# 종아리세갈래근

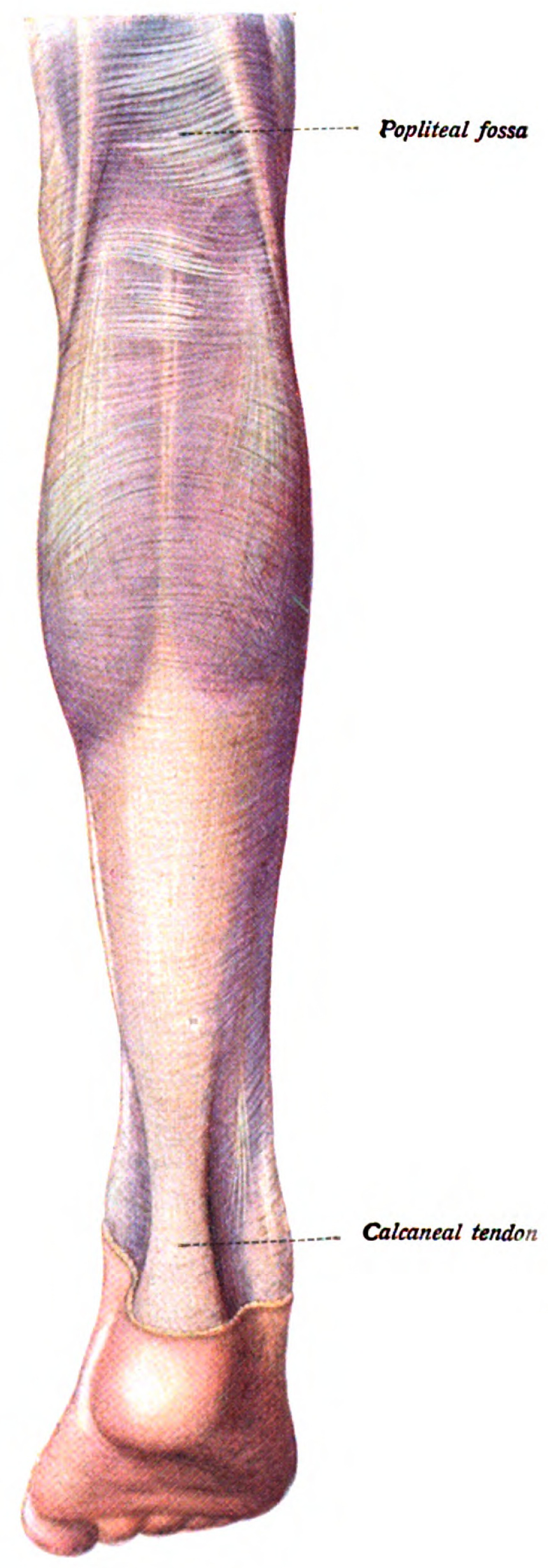

종아리세갈래근(triceps surae muscle) 또는 하퇴삼두근 또는 장딴지세갈래근은 종아리에 있는 근육이다. 장딴지세갈래근은 발꿈치뼈로 연결되며 장딴지를 구성하는 가장 큰 근육이다. 보통은 비복근과 가자미근으로 나누어서 부른다.

## 같이 보기
- 넙다리네모근
- 넙다리두갈래근
- 위팔세갈래근(상완삼두근)